# Morpheus

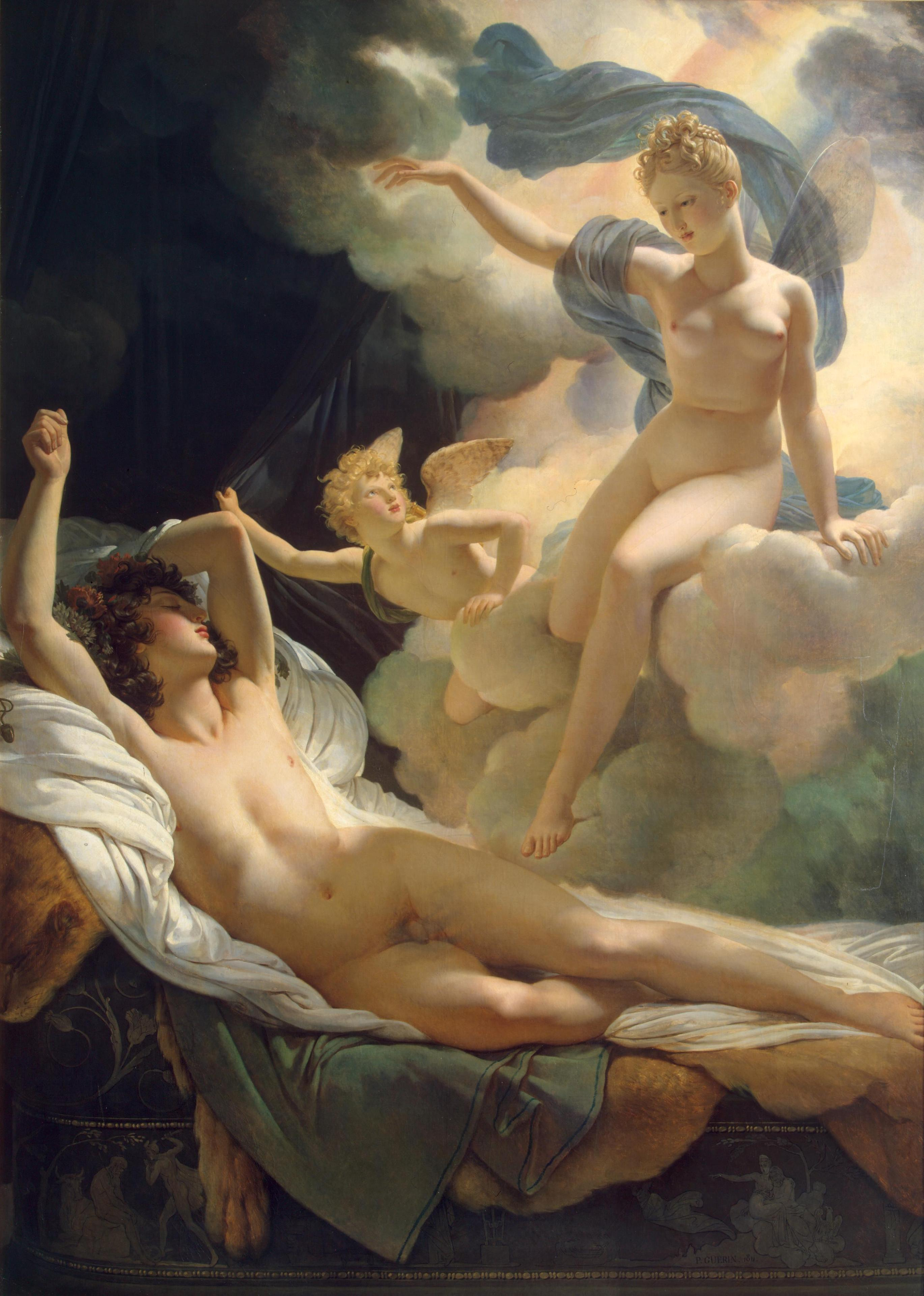
Morpheus và Iris, tranh vẽ bởi Pierre-Narcisse Guérin, 1811 bảo tàng Hermitage

Morpheus là vị thần Hy Lạp của những giấc mơ xuất hiện trong Metamorphoses của Ovid.

## Vị thần của những giấc mơ và giấc ngủ
Morpheus có khả năng bắt chước bất kỳ dạng người nào và xuất hiện trong giấc mơ. Hình dáng chân thật của anh ta là của một con da cánh, một hình ảnh chia sẻ với nhiều anh chị em của anh ta. Robert Burton, trong cuốn Anatomy of Melancholy năm 1621 của ông, đề cập đến các miêu tả cổ điển của Morpheus, nói rằng "Philostaratus sơn [Morpheus] trong một chiếc áo khoác trắng và đen, với một hộp sừng và ngà voi đầy những giấc mơ, có cùng màu sắc, xấu ". Trong huyền thoại, Morpheus cũng được cho là gửi ước mơ thông qua một trong hai cửa, một trong những ngà voi, và sừng khác. Bắt đầu từ thời trung cổ, cái tên Morpheus bắt đầu thay thế cho thần giấc mơ hay giấc ngủ. Trong bài báo số 76 của Carlman Bellman, "Glimmande nymf", Morpheus được gọi là thần của giấc ngủ.

## Trong Ovid
Nhà thơ La Mã Ovid tuyên bố trong Metamorphose của mình rằng Morpheus là con của Hypnos và báo cáo rằng ông có 1000 anh chị em, với Morpheus, Phobetor và Phantasos chỉ là những người nổi bật nhất trong số họ.